# Lista dos monarcas e membros da família real mais ricos do mundo
Esta é uma lista dos monarcas e membros da família real mais ricos do mundo, estimada pela Forbes em 2015, Business Insider em 2018 e pela revista CEOWORLD em 2019. As avaliações são baseadas em seus patrimônios líquidos pessoais, excluindo propriedades detidas pelo Estado, Governo ou Crown, e todos os valores estão em dólares americanos.
| Posição | Nome                           | Título                                                            | Residência             | Patrimônio Líquido          | Fonte da Fortuna |
| ------- | ------------------------------ | ----------------------------------------------------------------- | ---------------------- | --------------------------- | --- |
| 1°      | Vajiralongkorn                 | Rei da Tailândia                                                  | Tailândia              | $43 bilhões — $30 bilhões   | Investimentos derivados do Crown Property Bureau. |
| 2°      | Hassanal Bolkiah               | Sultão of Brunei                                                  | Brunei                 | $28 bilhões — $20 bilhões   | Lucros da indústria de petróleo e gás. |
| 3º      | Salman                         | Rei da Arábia Saudita                                             | Arábia Saudita         | $18 bilhões                 | Lucros da indústria petrolífera. |
| 4º      | Mohammed VI                    | Rei do Marrocos                                                   | Marrocos               | $8.2 bilhões — $2.1 bilhões | Investimentos em SNI e Siger Holdings. |
| 5º      | Hans-Adam II                   | Princípe de Liechtenstein                                         | Liechtenstein          | $7.2 bilhões — $3.5 bilhões | Participações na Fundação Príncipe de Liechtenstein. |
| 6º      | Mohammed bin Rashid Al Maktoum | Primeiro-ministro dos Emirados Árabes Unidos Emir Sheikh de Dubai | Emirados Árabes Unidos | $4 bilhões                  | Participação majoritária da Dubai Holding e investimentos da Autoridade de Investimentos de Abu Dhabi.                                                       |
| 7º      | Henri                          | Grand Duke of Luxembourg                                          | Luxemburgo             | $4 bilhões                  | |
| 8º      | Juan Carlos I                  | Rei da Espanha (abdicated in 2014)                                | Espanha                | $2.3 bilhões — $2 bilhões   | Petróleo, empresas e imobiliário. Controvérsia actual sobre o dinheiro escondido em bancos offshore e os 100 milhões de dólares recebidos da Arábia Saudita. |
| 9º      | Tamim bin Hamad Al Thani       | Emir do Qatar                                                     | Catar                  | $2.1 bilhões — $1.2 bilhões | De várias empresas. |
| 10º     | Albert II                      | Príncipe de Monaco                                                | Mónaco                 | $1.0 bilhões                | Várias empresas, incluindo a Société des bains de mer de Monaco e cassinos.                                                                                  |
| 11º     | Charles III                    | Rei do Reino Unido e outros Reinos da Comunidade das Nações       | Reino Unido            | $747 million                | Desde propriedades, joias e outros bens. Ver Finanças da família real britânica [en].                                                                        |
| 12º     | Fredrick Obateru Akinruntan    | Olugbo do Reino Ugbo                                              | Nigéria                | $300 million                | Da propriedade da Obat Oil. |
| 13º     | Beatrix                        | Rainha dos Países Baixos (abdicated in 2013)                      | Países Baixos          | $200 million                | Imóveis, investimentos e participação na Shell. |